# Numerologi

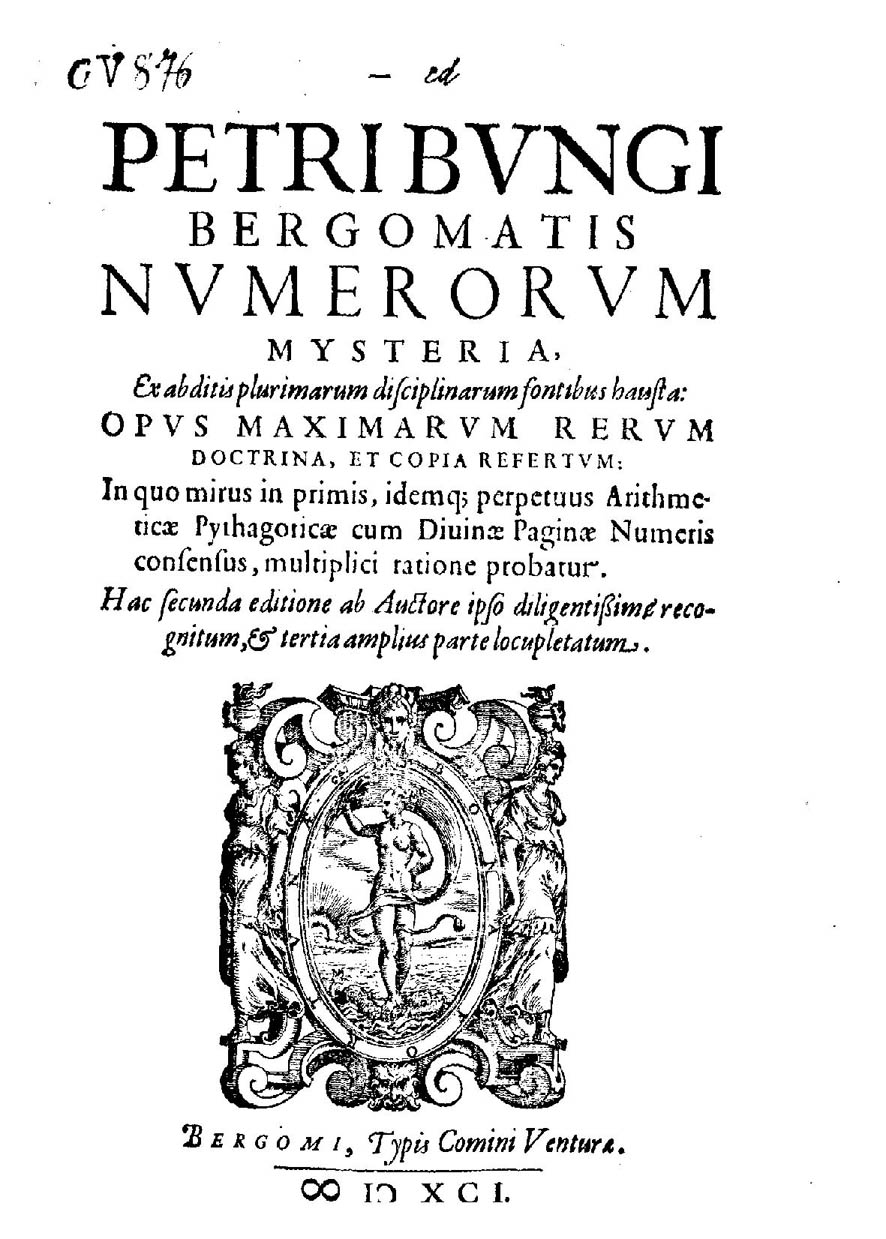
Pietro Bongo, Numerorum mysteria, 1591

Numerologi (talmystik, talsymbolik, siffermystik) är tron på olika tals innebörd. Varje tal sägs ha en egen innebörd och vissa tror sig med denna kunskap kunna välja tidpunkter som är mest gynnsamma för det de planerat, till exempel att flytta eller göra stora affärer. 
Numerologi är en pseudovetenskap och hänger delvis ihop med astrologi och tarot. Varje tal kan ges en godtycklig innebörd, exempelvis är talen 1–52 en vecka och talen 1–29 är en bokstav. Numerologi har studerats i över 5000 år och oftast i hemlighet då detta påstås vara en farlig kunskap om den används för att göra ont eller för egen vinnings skull. Det finns inga vetenskapliga belägg för att vissa tal i sig skulle vara mer tursamma eller otursamma eller ens att de skulle ha någon särskild mening utanför det strikt matematiska. Den som ägnar sig åt numerologi  kallas numerolog.
Numerologi bör ej förväxlas med det matematiska området talteori.

## Talmystik, talsymbolik och siffermystik
I vissa skriftspråk har bokstäver även talvärden, alternativt kan man förse bokstäver med siffervärden (när det inte fanns siffror skrev man tal med bokstäver). Det har fått talmystiker att tolka exempelvis namn som summan av de ingående bokstävernas värden, ur vilket de i sin tur uttolkar personens egenskaper med numerologins hjälp (se Gematri).
Under antiken användes inte siffror utan bokstäver för att skriva tal. På både hebreiska och grekiska betecknade de flesta bokstäver ett tal. Man kunde därför oftast omvänt ge ett nummer till ett namn, genom att summera. Man kunde koppla ihop nummer med namn, och numerologi användes därför även politiskt.
På kinesiska, med de ganska korta enstaviga ord man ofta har, låter många nummer ungefär som ord eller uttryck. De ger betydande näring åt fantasi och föreställningar. I Kina är numerologi mer etablerad än i de flesta länder.

## Numerologiska metoder
Det finns inga fastställda definitioner av innebörden av siffrorna.

### Nyckelord
1. Enskilda. Angripare. Yang.
2. Balans. Mottaglig. Yin.
3. Kommunikation. Interaktion. Neutralitet.
4. Skapande.
5. Handling. Rastlöshet.
6. Reaktion. Ansvar.
7. Tankar. Medvetandet.
8. Styrka. Offer.
9. Högsta nivå av förändring.

### Numerologiska system
Det finns många numerologiska system som tilldelar numeriska värden av bokstäverna i ett alfabet.
Namnsystemet:
- 1 = A, J, S.
- 2 = B, K, T.
- 3 = C, L, U.
- 4 = D, M, V.
- 5 = E, N.
- 6 = F, O, X.
- 7 = G, P, Y.
- 8 = H, Q, Z.
- 9 = I, R.
- Sven →  (S) = 1, (V) = 4, (E) = 5, (N) = 5. (1 + 4 + 5 + 5 = 15 → 1 + 5 = 6)
- Svensson → (S) = 1, (V) = 4, (E) = 4, (N) = 5, (S) = 1, (S) = 1, (O) = 6, (N) = 5. (1 + 4 + 5 + 5 + 1 + 1 + 6 + 5  = 28 → 2 + 8 = 10 → 1 + 0 = 1)
- Summa 6 + 1 = 7

Födelseårssystemet:
- 1954 03 21  → 1 + 2 + 3 + 4 + 5 = 15 → 1 + 5 = 6

## De dolda sambanden och budskapen
Ett speciellt område inom numerologi är att försöka hitta dolda samband mellan arkeologiska fynd och andra områden. Till exempel har vissa talmystiker försökt visa att antalet tum för halva basen av Cheopspyramiden stämmer med antalet dagar under året. Andra menar att om man utför någon annan magisk operation kan man få fram talet pi med ett antal korrekta decimaler. Ur vetenskaplig synvinkel är sådana resonemang meningslösa, av flera skäl: för det första är det ingen större bedrift att hitta två föremål med ett speciellt längdförhållande, det vill säga urvalet styr helt vilken slutsats man kommer till, för det andra bevisar ett sådant samband ingenting, för det tredje går sambandet att tolka efter behag.
Liknande tankegångar finns i studier av dolda budskap i heliga böcker. Metoden går ut på att man läser var N:e tecken i till exempel bibeln eller koranen och hittar dolda eller kodade profetiska meddelanden. Eftersom sådana tolkningar sällan bygger på originalspråket eller originalversionen blir övningen meningslös (varför en högre intelligens som dolde meddelandet i en hebreisk eller grekisk text skulle gömma koden i en framtida översättning till ett språk som inte fanns när texten skrevs förklaras inte). Forskare har kontrat med att påvisa liknande dolda meddelanden om attacken mot World Trade Center, med namn som Osama i romanen Moby Dick.

## Lycko- och otursnummer
I numerologins mest enkla form anses i många kulturer vissa nummer föra tur eller otur med sig.
Några exempel:
- Två låter som "lätt" på kantonesiska. 24 låter som "lätt att dö", 28 låter som "lätt välgång".
- Fyra, anses vara ett otursnummer av kineser och japaner eftersom det (四 pinyin sì) låter som ordet "död" (死 pinyin sǐ).
- Sju, anses vara ett lyckonummer i de flesta kulturer.
- Åtta, anses som ett lyckonummer av kineser och japaner eftersom det (八 pinyin bā) låter som ordet "välgång" (發 pinyin fā). Exempelvis startades invigningen av OS 2008 i Kina 8/8 kl 20.08 lokal tid.
- Nio anses som ett otursnummer i Japan eftersom det (九 ku) låter som ordet "smärta" (苦), men i andra länder, t.ex. Thailand, är många 9:or i följd särskilt tursamt.
- Tretton anses som ett oturstal i de flesta västländer eftersom Judas Iskariot var den trettonde personen i rummet när Jesus åt sin sista måltid. I Italien anses dock tretton som ett lyckonummer. Även i Kina anses det lyckosamt eftersom det låter som "säkert liv". På många hotell i västvärlden saknas rumsnummer 13 eftersom en del gäster vägrar eller tycker illa om att bo i rum med det numret. I de flesta flygplan saknas stolsrad 13 eftersom det kan skrämma upp passagerare som tilldelats en stol där.
- Sjutton är summan av bokstäverna av det latinska "VIXI" eller "Jag har levt", vilket antyder att vara död och anses därför som ett otursnummer i Italien.
- 666 är djävulens tal, enligt Uppenbarelseboken, Bibeln (egentligen 616 eftersom det nya testamentet skrevs på grekiska och inte hebreiska, även om författaren Johannes var hebré). Vid den tiden användes inte siffror utan bokstäver för att skriva tal. Med ett visst sätt att skriva namnet och titeln på kejsar Nero blir summan 666 (på hebreiska och 616 på grekiska), och det har av många ansetts vara uttydningen av texten, med tanke på att han svårt förföljde kristna strax innan boken skrevs.
- 9413 anses som ett oturstal i Kina eftersom det (九四一三 pinyin jiǔ sì yì sān) låter som det kinesiska talesättet (九死一生 pinyin jiǔ sǐ yì shēng) som översätts som "nio dör en överlever" (vilket betyder liten chans att överleva).

I många länder är dessa vidskepelser väldigt starka och utbredda. I USA och Kanada finns det sällan en trettonde våning i ett hus, eller trettonde rad i flygplan. I Kina så har "tursamma" telefonnummer som 133-3333-3333 eller 8888-8888 sålts för mer än 1 miljon kronor styck.